# إمبراطورية هيدروليكية
الإمبراطورية الهيدروليكية، الحضارة الهيدروليكية، أو إمبراطورية احتكار المياه، هي بنية اجتماعية أو حكومية تحافظ على السلطة والسيطرة من خلال التحكم الحصري في الوصول إلى المياه. تنشأ من خلال الحاجة إلى السيطرة على الفيضانات والري، الأمر الذي يتطلب تنسيقًا مركزيًا وبيروقراطية متخصصة.
هذه الهيئة هي بنية سياسية تتميز عادة بنظام التسلسل الهرمي والسيطرة الذي يعتمد في كثير من الأحيان على الطبقة، القوة، سواء على الموارد (الغذاء والماء والطاقة) أو وسيلة التنفيذ مثل الجيش.

## الحضارات
تحتفظ الحضارة الهيدروليكية المتطورة بالسيطرة على سكانها عن طريق التحكم في إمدادات
المياه. صاغ هذا المصطلح المؤرخ الألماني الأمريكي كارل أوغست ويتفوغل (1896-1988) في كتابه الاستبداد الشرقي: دراسة مقارنة للقوة الكلية (1957). أكد ويتفوغل أن مثل هذه الحضارات - على الرغم من أنها لم تكن جميعها موجودة في الشرق ولم تكن من سمات جميع المجتمعات الشرقية - كانت مختلفة جوهريًا عن تلك الموجودة في العالم الغربي. وفقًا لويتفوغل، يُعتقد أن معظم الحضارات الأولى في التاريخ، مثل مصر القديمة وبلاد ما بين النهرين والصين والهند ومكسيك ما قبل كولومبوس وبيرو، كانت إمبراطوريات هيدروليكية.  كانت معظم الإمبراطوريات الهيدروليكية موجودة في المناطق القاحلة أو الصحراوية، لكن إمبراطورية الصين كانت لها أيضًا بعض هذه الخصائص، بسبب الاحتياجات الضرورية للزراعة.
كانت سلطنة أغوران في القرن الأفريقي الإمبراطورية الهيدروليكية الوحيدة في إفريقيا، باستثناء مصر القديمة ومملكة كوش. إمبراطورية هيدروليكية نشأت في القرن الثالث عشر الميلادي، احتكرت أغوران الموارد المائية لنهري جوبا وشبيلي. من خلال الهندسة الهيدروليكية، شيدت أيضًا العديد من الآبار والصهاريج في الولاية التي لا تزال تعمل وتستخدم حتى اليوم. طور حكامها أنظمة جديدة للزراعة والضرائب، والتي استمرت في استخدامها في أجزاء من القرن الأفريقي حتى أواخر القرن التاسع عشر.

## التحليل
يجادل ويتفوغل بأن المناخ تسبب في تطوير بعض أجزاء العالم لمستويات أعلى من الحضارة من غيرها. وهو معروف بزعمه أن المناخ في الشرق أدى إلى حكم استبدادي. وتأتي هذه الحتمية البيئية لتؤثر عند الأخذ في الاعتبار أنه في تلك المجتمعات حيث عُرض أكبر قدر من السيطرة، كان هذا هو الحال عادة بسبب الدور المركزي للمورد في العمليات الاقتصادية وطبيعته المحدودة بيئيًا أو المقيدة. هذا جعل التحكم في العرض والطلب أسهل وسمح بإنشاء احتكار أكثر اكتمالًا، فضلًا عن منع استخدام الموارد البديلة للتعويض.
إن حكومة الإمبراطورية الهيدروليكية النموذجية في أطروحة ويتفوغل، شديدة المركزية، ولا يوجد أثر لأرستقراطية مستقلة - على عكس الإقطاع اللامركزي في أوروبا في العصور الوسطى. على الرغم من أن المجتمعات القبلية كانت لها هياكل عادة ما تكون شخصية بطبيعتها، يمارسها البطريرك على مجموعة قبلية مرتبطة بدرجات مختلفة من القرابة، أدت التسلسلات الهرمية الهيدروليكية إلى إنشاء مؤسسة دائمة قائمة من حكومة غير شخصية. كانت الثورة الشعبية في مثل هذه الدولة مستحيلة: فقد تنقرض السلالة الحاكمة أو تُطيح بالقوة، لكن النظام الجديد لن يختلف كثيرًا عن النظام القديم. دُمّرت الإمبراطوريات الهيدروليكية من قبل الغزاة الأجانب.